# Světlá Hora
Světlá Hora ist eine Gemeinde im Nordosten der Tschechischen Republik und gehört zum Okres Bruntál in der Mährisch-Schlesischen Region (Moravskoslezský kraj – bis 31. Dezember 2002 Nordmährischer Kreis / Severomoravský kraj). Sie liegt am östlichen Teil des Altvatergebirges und entstand 1960 durch Zusammenschluss der Gemeinden Světlá (Lichtewerden) und Andělská Hora (Engelsberg).

## Geographie

### Nachbargemeinden
Angrenzende Gemeinden sind Ludvíkov (Ludwigsthal), Andělská Hora (Engelsberg) und Vrbno pod Pradědem (Würbenthal) im Norden, Široká Niva (Breitenau) im Osten, Staré Město (Altstadt) und Rudná pod Pradědem (Vogelseifen) im Süden und Malá Morávka (Klein Mohrau) im Westen. Alle genannten Gemeinden gehören zum Okres Brúntal.

### Gemeindegliederung
- Dětřichovice (Dittersdorf)
- Podlesí (Wiedergrün)
- Stará Voda (Altwasser)
- Suchá Rudná (Dürrseifen)
- Světlá, bis 1947 Lichtvard (Lichtewerden)

## Geschichte
Im Jahre 1267 wurde die Ortsgründung durch Heinrich von Waldau beurkundet. Am 8. März 1267 übergab der damalige Stadtvogt Berthold aus Freudenthal, als Grundherr dem Lokator Heinrich von Waldau einen 52 Lahnen großen Wald, der zu jener Zeit schon Lichtewerden genannt wurde, zur Rodung und Dorfgründung.
Lichtewerden ist zwar als reines Bauerndorf gegründet worden, was seine Anlage als Reihendorf mit Waldhufenflur beweist, doch spielte selbst vor der Gründung des Bergstadt Engelsberg 1556, der Gold- und Silberbergbau in Lichtewerden eine bedeutende Rolle. Im Ersten Weltkrieg hatte der Ort 26 Gefallene und im Zweiten Weltkrieg 70 Gefallene oder Vermisste.
Am 12. Juni 1960 wurden die Gemeinden Andělská Hora mit Pustá Rudná  und Světlá  zu einer Gemeinde Světlá Hora vereinigt, in der Světlá den Ortsteil Světlá Hora I und Andělská Hora den Ortsteil Světlá Hora II bildeten. 1964 erfolgte die Eingemeindung von Dětřichovice (Dittersdorf) und Suchá Rudná mit Stará Voda (Dürrseifen mit Altwasser) als Teile von Světlá Hora II. Diese amtlichen Ortsteilnamen konnten sich bei der Bevölkerung nicht durchsetzen und wurden seit 1971 nicht mehr verwendet. 1980 wurde noch die Gemeinde Rudná pod Pradědem (Vogelseifen), bestehend aus den Ortsteilen Nová Rudná (Neu Vogelseifen), Stará Rudná (Alt Vogelseifen) und Podlesí (Wiedergrün) eingemeindet. Nach der Samtenen Revolution lösten sich 1991 die Ortsteile Nová Rudná (Neu-Vogelseifen) und Stará Rudná (Alt-Vogelseifen) sowie Andělská Hora (Engelsberg) und Pustá Rudná (Lauterseifen) wieder los und bildeten die Gemeinden Rudná pod Pradědem (Vogelseifen) und Andělská Hora (Engelsberg).

### Einwohnerentwicklung
Die dargestellten Einwohnerzahlen beziehen sich ausschließlich auf den Ortsteil Světlá/Lichtewerden.
| Jahr  | Einwohnerzahlen |
| ----- | --------------- |
| 1625  | 29              |
| 1650  | 76              |
| 1779  | 415             |
| 1868  | 1.039           |
| 1880  | 1.235           |
| 1890  | 1.252           |
| 1900  | 1.135           |
| 1910  | 1.249           |
| 1921  | 1.039           |
| 1930  | 1.026           |
| 1939¹ | 1.028           |
| 1991² | 1.225           |
| 2001² | 1.265           |

¹ Volkszählungsergebnis vom 17. Mai 1939, davon 470 männlich; 1002 katholisch und 25 evangelisch; alle deutsch

² Volkszählungsergebnisse

## Kultur und Sehenswürdigkeiten

### Bauwerke
- Kirche St. Barbara
- Bauernhof von 1788

## Wirtschaft und Infrastruktur

### Verkehr
Am 31. Mai 1901 war die feierliche Eröffnung der Eisenbahnlinie Freudenthal - Klein Mohrau. Der gemeinsame Bahnhof mit Engelsberg hatte die Bezeichnung Engelsberg-Lichtewerden, befand sich jedoch eindeutig auf der Gemarkung Lichtewerden.
Eine zusätzliche Haltestelle Lichtewerden war noch am Ortseingang.

### Unternehmen
1861 wurde die Flachsgarnspinnerei und Zwirnerei in Lichtewerden als „untere Fabrik“ der Flachsspinnerei Josef Kühnel / Engelsberg gebaut. Der letzte Besitzer, ein Bauer Kneifel aus Alt-Vogelseifen, legte sie 1896 still und ließ sie abtragen.
Am 26. August 1864 war von der Firma Johann Schleser & Co. die „obere Fabrik“ als Flachsspinnerei gegründet worden. 1866 wurde die Firma als „Vereinigte Flachsspinnereien Lichtewerden, Messendorf und Würbenthal in Lichtewerden“ von der Aktiengesellschaft Brandhuber und Primavesi, Olmütz betrieben. 1924 wurde sie an die Firma Pinkus & Fränkel in Neustadt / Oberschlesien verkauft. 1930/31 wurde die Spinnerei zuerst an Norbert Langer und Sohn, Deutsch-Liebau und anschließend an die Brüder Buhl in Mährisch-Altstadt veräußert. Diese blieben bis zur Vertreibung 1945 Besitzer der „Vereinte Flachsspinnereien und Textilwerke G.A. Buhl Sohn, Mährisch-Altstadt, Spinnerei Lichtewerden“. Von November 1944 bis Januar 1945 wurde hier ein Außenlager des KZ Auschwitz betrieben. Am 30. Dezember 1944 waren dort 300 Häftlinge registriert.
1875 wurde der erste „Altvater-Urquell-Likör“ von Fridolin Springer gebraut, eine Zweigstelle kam im 6. Bezirk von Wien hinzu.
Ein weiterer Likörhersteller war Rudolf Wilhelm, der im Jahre 1922 den Kräuterlikör „Altvater Sternmarke“ auf den Markt brachte, der nach der Vertreibung von Ernst Wilhelm als „Freudenthaler Sternmarke“ in der Bundesrepublik Deutschland hergestellt wurde.

## Partnergemeinden
Partnergemeinden von Světlá Hora ist Rieste in Niedersachsen und Groß Neukirch in Polen.

## Söhne und Töchter der Gemeinde
- Johann Hartmann (1871–1948), Politiker, Abgeordneter zum Landtag von Niederösterreich und  zum Wiener Landtag
- Angela Drechsler (1883–1961), sudetendeutsche Heimatforscherin